# Яковцево (Борисоглебский район)
Яковцево — село Борисоглебского района Ярославской области, входит в состав Андреевского сельского поселения, центр Яковцевского сельского округа.

## География
Расположено на берегу реки Могза в 6 км на северо-восток от центра поселения деревни Андреевское и в 12 км на северо-восток от райцентра посёлка Борисоглебский.

## История
Церковь в селе сооружена в 1819 году, престолов в ней было три: Воскресения Христова, Покрова Пресвятой Богородицы и Крестителя Господня Иоанна.
В конце XIX — начале XX века село входило в состав Ильинской волости Ярославского уезда Ярославской губернии. В 1883 году в селе было 4 двора.
С 1929 года село входило в состав Николо-Бойского сельсовета Борисоглебского района, с 1954 года — центр Яковцевского сельсовета, с 2005 года — в составе Андреевского сельского поселения.

## Население
| 1859 | 1883 | 1914 | 2007 | 2010 |
| ---- | ---- | ---- | ---- | ---- |
| 28   | ↗29  | ↗43  | ↗188 | ↗191 |

### Известные жители
- Бахвалов, Василий Петрович (1914—1942) — лётчик, Герой Советского Союза (1940).

## Инфраструктура
В селе имеются Яковцевская основная общеобразовательная школа (открыта в 1910 году), детский сад, фельдшерско-акушерский пункт, отделение почтовой связи.

## Достопримечательности
В селе расположена действующая Церковь Воскресения Христова (1819).